# Jean-Auguste Eyssautier

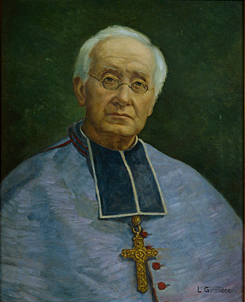
Jean-Auguste Eyssautier (Gemälde von Louis Giraudeau)

Jean-Auguste-François-Eutrope Eyssautier (* 30. November 1844 in Entrevaux; † 7. März 1923 in La Rochelle) war ein französischer römisch-katholischer Geistlicher und Bischof von La Rochelle.

## Leben
Die Priesterweihe empfing Jean-Auguste-François-Eutrope Eyssautier am 6. Juni 1868.
Er wurde am 27. November 1906 zum Bischof von La Rochelle erwählt. Die Bischofsweihe spendete ihm am 30. November desselben Jahres der Erzbischof von Bordeaux, Victor-Lucien-Sulpice Kardinal Lécot; Mitkonsekratoren waren Pierre-Marie-Etienne-Gustave Ardin, Erzbischof von Sens, und François-Joseph-Edwin Bonnefoy, Erzbischof von Aix.
In Eyssautiers Amtszeit fielen die Auswirkungen des Gesetzes zur Trennung von Kirche und Staat von 1905. Er war um 1910 einer derjenigen, die für eine Seligsprechung der Märtyrer von Rochefort votierten. Seine Haltung während des Ersten Weltkriegs, vor allem bei einem folgenschweren Explosionsunglück in der Vandier-Fabrik in La Rochelle, brachte ihm allgemeinen Respekt ein.
Er starb 1923 im Bischofsamt.